# ولسر
ولسر (انگلیسی: Welser family) خانواده ای آلمانی بود که به بانکداری و تجارت اشتغال داشتند این خانواده در کنار خانواده فوگر ها بخشهای زیادی از اقتصاد اروپا را کنترل کرد و ثروتهای هنگفتی را از طریق تجارت و استعمار آلمان در قاره آمریکا جمع کرد این خانواده در سال ۱۵۲۸ حقوق استعماری استان ونزوئلا را از چارلز پنجم ، که پادشاه اسپانیا نیز بود ، دریافت کردند این خانواده نسب خود را به ژنرال معروف بیزانسی بلیساریوس می رسانیدند و با وجود نزدیکی به هابسبورگ ها پس از اصلاحات مذهبی کماکان پیرو کلیسای کاتولیک باقی ماندند.

نشان خانواده ولسر